# Con tin

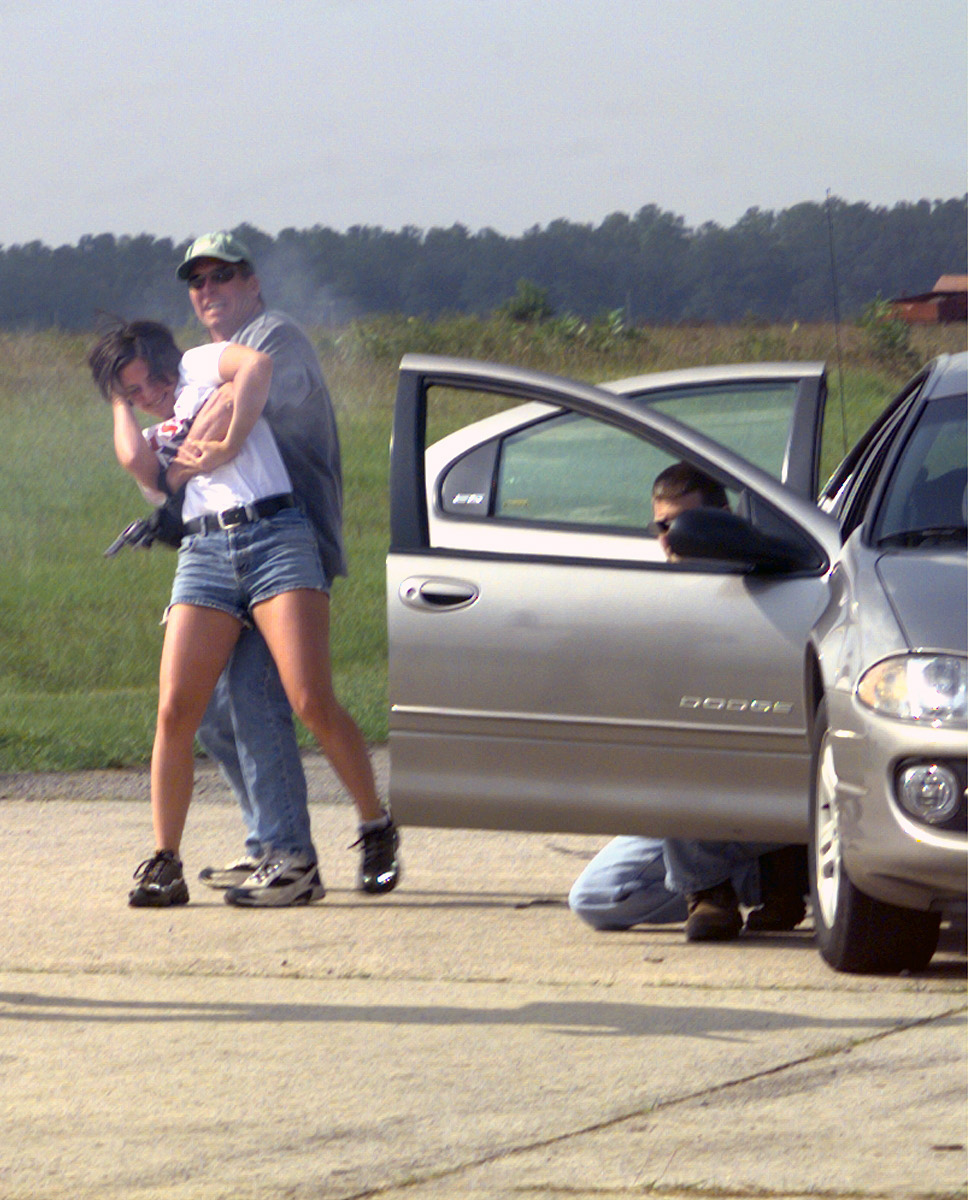
Cảnh sát Nga và Mỹ diễn tập giải cứu con tin tại McEntire Joint National Guard Base

Con tin là những người bị bắt lại nhằm thỏa mãn nhiều mục đích khác nhau của người bắt, ví dụ như để tống tiền, đe doạ, và các yêu cầu khác. Việc bắt cóc con tin là một việc làm trái với pháp luật.
Thuật ngữ này thường được nhắc đến nhiều trong những bộ phim, câu chuyện trinh thám.

## Một số con tin nổi tiếng

### Hiện đại
- Vụ bắt cóc bốn người ở Burkina Faso năm 2019.
- Vụ bắt cóc các nhà ngoại giao Mỹ ở Iran từ năm 1979 đến năm 1981.
- Vụ bắt cóc các nhà ngoại giao Nhật Bản ở Peru năm 1996.

### Trong lịch sử
- Julius Caesar bị giữ làm con tin trong khi vượt biển Aegea.

## Pháp luật

### Hoa Kỳ
Hành động bắt cóc con tin là một hành động vi phạm luật liên bang theo điều 18 U.S.C. § 1203. Các luật quốc tế cũng nghiêm cấm hành vi này.

### Việt Nam
Bắt cóc con tin là một tội hình sự theo điều 301 bộ luật hình sự năm 2015.